# Roger A. Pielke senior

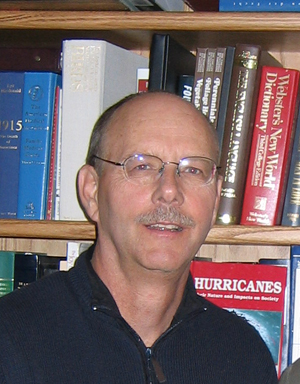
Roger A. Pielke Sr. 2005

Roger A. Pielke senior (* 22. Oktober 1946) ist ein US-amerikanischer Klimatologe.

## Hintergrund
1968 erhielt er einen B.A. in Mathematik am Towson State College, 1969 einen M.S. und 1973 den Ph.D. in Meteorologie an der Pennsylvania State University.
1971–1974 arbeitete er an der National Oceanic and Atmospheric Administration und von 1974 bis 1981 als Associate Professor an der University of Virginia. 1981–2006 war er Professor an der Colorado State University Dekan an der Colorado State University von 1985 bis 1988. 1999–2006 war er staatlich angestellter Klimatologe in Colorado und hatte verschiedenen Forschungsprofessuren an der Duke University (2003–2006) wie 2004 bei der University of Arizona. Seit 2005 arbeitet Pielke am Cooperative Institute for Research in Environmental Sciences (CIRES) in Boulder als emeritus bei der University of Colorado Boulder.
Er stand der American Meteorological Society Committee on Weather Forecasting and Analysis zeitweise vor, war Mitglied der American Meteorological Society wie der American Geophysical Union, Herausgeber der Monthly Weather Review beim US National Science Report für die International Union of Geodesy and Geophysics und arbeitete beim Journal of the Atmospheric Sciences den Scientific Online Letters on the Atmosphere mit.

## Position beim Klimawandel
Die gebräuchliche Herangehensweise in der Klimapolitik und beim Intergovernmental Panel on Climate Change (IPCC), von globalen Modellierungen auf einzelne Regionen zu schließen, hält er für verfehlt und bezeichnet sie als top-down-approach. Explizit kritisierte er darüber hinaus die Zusammenfassung für Entscheidungsträger des Vierten Sachstandsberichts des IPCC als methodisch wie inhaltlich (wörtlich cherry picking) einseitig.
Er schlägt demgegenüber vor, ausgehend von regionalen Risikobetrachtungen (bottom up) verschiedene anthropogene Klimatreiber, auch jenseits des globalen Kohlendioxidausstoßes zu betrachten, die mit Landwirtschaft und Landnutzung in einem wechselseitigen Verhältnis stehen.
Zusammen mit Hans von Storch und Richard Tol forderte er im Nachrichtenmagazin Der Spiegel den Rücktritt von IPCC-Chef Rajendra Pachauri und eine Reform des Gremiums nach Vorwürfen des mangelhaften Umgangs mit möglichen oder tatsächlichen Interessenkonflikten.

## Veröffentlichungen
Pielke publizierte über 300 wissenschaftliche Veröffentlichungen, 50 Buchkapitel und ist Mitautor von 9 Büchern. Ein Überblick zu seinen Veröffentlichungen findet sich auf der Pielke-Research-Group-Website.
- R. A. Pielke,: Mesoscale Meteorological Modeling. 1st Edition, Academic Press, New York 1984.
- R. A. Pielke: The Hurricane. Routledge Press, London 1990.
- W. R. Cotton und R. A. Pielke: Human impacts on weather and climate, Cambridge University Press, New York 1995.
- R. A. Pielke: A primer on weather and climate. 1995.
- R. A. Pielke und R. P. Pearce, Editors: Mesoscale modeling of the atmosphere. American Meteorological Society Monograph, Volume 25 1994.
- R. A. Pielke, Jr. und R.A. Pielke, Sr.: Hurricanes: Their nature and impacts on society. John Wiley and Sons, England 1997.
- R. A. Pielke, Jr. und R.A. Pielke, Sr., Editors: Storms, Volumes I and II, Routledge Press, London 2000.
- R. A. Pielke, Sr.: Mesoscale meteorological modeling. 2nd Edition, Academic Press, San Diego, CA 2002.
- P. Kabat, M. Claussen, P. A. Dirmeyer, J.H.C. Gash, L. Bravo de Guenni, M. Meybeck, R.A. Pielke Sr., C.J. Vorosmarty, R.W.A. Hutjes und S. Lutkemeier, Editors: Vegetation, water, humans and the climate: A new perspective on an interactive system. Global Change – The IGBP Series Springer 2002.

## Familie
Pielke ist verheiratet, sein Sohn Roger A. Pielke junior ist Politikwissenschaftler und ebenfalls im Klimabereich tätig.